# 전기의자

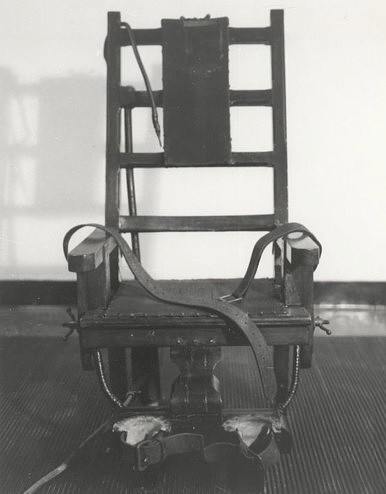
전기의자

전기의자(電氣椅子)는 고압의 전류를 가하여 고문, 사형하는 데 쓰는 의자이다. 이를 이용하여 형벌로서 행하는 것을 전기의자형(電氣椅子刑)이라고 한다. 1890년 미국에서 사형을 집행하는 데 처음 사용되었다. 토머스 에디슨 혼자서 만들지는 않았지만 치과의사인 알프레드 P. 사우스윅이 고안을 하였고 이걸 실행시키기 위해 만난 수많은 공학자들 중에 토머스 에디슨이 있었다.에드윈 데이비스(Edwin F. Davis)가 고안대로 전기의자를 만들고 토머스 에디슨이 실험 장소를 빌려주고 기술까지 지원해 준 결과, 1890년 8월 6일 최초의 전기의자형이 집행되었다. 역사적으로는 미국의 식민지였던 필리핀에서도 1926년부터 1976년까지 사용하고 있었다.

## 발명
사형 집행의 방법으로 전류를 사용하는 개념은 치과 의사 알프레드 사우스윅이 고안했다. 그 당시 에디슨은 자신의 회사에서 근무한 연구원인 오스트리아 출신의 물리학자 니콜라 테슬라와 교류와 직류 중 어떤 것이 실용적인가에 대해 논쟁을 벌였다. 에디슨은 직류 전류를, 테슬라는 교류 전류가 실용적이라고 주장했고 그들의 대결은 날이 갈수록 치열해졌다. 결국 테슬라는 에디슨의 회사에 사표를 내면서 그 둘의 대립 구도는 갈수록 치열해졌다. 그러자 에디슨은 대중들에게 테슬라의 교류 전류는 사용하기에는 상당히 위험한 것을 알리고 공포심을 심기 위해 교류 전류로 살인 코끼리를 도살하는 데 이용했다. 그리고 에디슨은 주지사에게 비밀스럽게 로비를 하고 제안을 부탁했다. 그것은 자신의 발명품을 사용해 사형수들을 고통 없이 인도적으로 처형해 달라는 것이었다. 그것이 바로 '전기의자'로 동네의 유기견들과 들고양이들로 수없는 실험 끝에 동네에 개와 고양이가 안 보일 때쯤 탄생했다. 물론 작동 원리는 라이벌 테슬라가 주장한 교류 전류로 만든 것이었다. 테슬라의 교류 전류를 완전히 매장시키기 위해 만든 전기의자는 며칠 뒤 사형에 쓰였다.

## 사용하는 국가
미국에서 쓰이기 시작하였으며 현재는 그 사용이 점차 감소하고 있다. 필리핀에서는 미군 점령 시기부터 1976년까지 사용되다 폐지되었다. 2010년 현재 미국의 텍사스주를 포함한 대부분의 주에서 사용을 중지하였으며 일부 주에서 선택적인 집행 수단으로 유지되고 있다.

## 같이 보기
- 감전
- 사형
- 전류